# Thân vương phi xứ Conti
Thân vương phi xứ Conti là tước hiệu được giữ bởi vợ của Thân vương xứ Conti từ năm 1582 đến năm 1614 và từ năm 1654 cho đến năm 1803.

## Thân vương phi xứ Conti

### Lần tấn phong đầu tiên
| Hình | Tên                                                        | Cha                                        | Mẹ                                            | Sinh | Kết hôn                       | Trở thành Thân vương phi      | Không còn là Thân vương phi        | Mất                  | Chồng               |
| ---- | ---------------------------------------------------------- | ------------------------------------------ | --------------------------------------------- | ---- | ----------------------------- | ----------------------------- | ---------------------------------- | -------------------- | ------------------- |
|      | Jeanne Françoise de Coeme, Lãnh chúa xứ Lucé và Bonnétable | Louis de Coesme, Nam tước xứ Lucé (Coesme) | Anne Jeanne de Pisseleu (Pisseleu)            | 1560 | 1582                          | 1582                          | 27 tháng 12 năm 1601               | 27 tháng 12 năm 1601 | François I xứ Conti |
|      | Louise Marguerite xứ Guise                                 | Henri I xứ Guise (Guise)                   | Catherine xứ Clèves, Bá tước xứ Eu (La Marck) | 1588 | 24 tháng 7/1 tháng 5 năm 1605 | 24 tháng 7/1 tháng 5 năm 1605 | 3 tháng 9 năm 1614 (chồng qua đời) | 30 tháng 4 năm 1631  | François I xứ Conti |

### Lần tấn phong thứ hai
| Hình | Tên                                        | Cha                              | Mẹ                                              | Sinh                 | Kết hôn             | Trở thành Thân vương phi         | Không còn là Thân vương phi         | Mất                 | Chồng                      |
| ---- | ------------------------------------------ | -------------------------------- | ----------------------------------------------- | -------------------- | ------------------- | -------------------------------- | ----------------------------------- | ------------------- | -------------------------- |
|      | Anna Maria Martinozzi                      | Girolamo Martinozzi (Martinozzi) | Laura Margherita Mazzarini (Mazzarini)          | 1637                 | 22 tháng 2 năm 1654 | 22 tháng 2 năm 1654              | 21 tháng 2 năm 1666 (chồng qua đời) | 4 tháng 2 năm 1672  | Armand I xứ Conti          |
|      | Marie Anne de Bourbon, Légitimée de France | Louis XIV của Pháp (Bourbon)     | Louise de La Vallière (La Vallière)             | 2 tháng 10 năm 1666  | 16 tháng 1 năm 1680 | 16 tháng 1 năm 1680              | 9 tháng 11 năm 1685 (chồng qua đời) | 3 tháng 5 năm 1739  | Louis Armand I xứ Conti    |
|      | Marie Thérèse xứ Condé                     | Henri Jules I xứ Condé (Bourbon) | Anna Henriette xứ Pfalz-Simmern (Pfalz-Simmern) | 1 tháng 2 năm 1666   | 22 tháng 1 năm 1688 | 22 tháng 1 năm 1688              | 22 tháng 2 năm1709 (chồng qua đời)  | 22 tháng 2 năm 1732 | François Louis xứ Conti    |
|      | Louise Élisabeth xứ Condé                  | Louis III xứ Condé (Bourbon)     | Louise Françoise de Bourbon (Bourbon)           | 22 tháng 11 năm 1693 | 9 tháng 7 năm 1713  | 9 tháng 7 năm 1713               | 4 tháng 5 năm 1727 (chồng qua đời)  | 27 tháng 5 năm 1775 | Louis Armand II xứ Conti   |
|      | Louise Diane của Orléans                   | Philippe II xứ Orléans (Orléans) | Françoise Marie de Bourbon (Bourbon)            | 27 tháng 6 năm 1716  | 21 tháng 1 năm 1732 | 21 tháng 1 năm 1732              | 26 tháng 9 năm 1736                 | 26 tháng 9 năm 1736 | Louis François I xứ Conti  |
|      | Maria Fortunata xứ Modena                  | Francesco III xứ Modena (Este)   | Charlotte Aglaé của Orléans (Orléans)           | 24 tháng 11 năm 1731 | 27 tháng 2 năm 1759 | 2 tháng 8 năm 1776 (chồng kế vị) | 21 tháng 9 năm 1803                 | 21 tháng 9 năm 1803 | Louis François II xứ Conti |